# برج البحري
بلدية من بلديات ولاية الجزائر التابعة لدائرة الدار البيضاء.
- عدد سكان البلدية في 2006 36,274 ن
- الرمز البريدي 16046

## الجغرافيا
برج البحري بلدية من البلديات الساحلية في مدينة الجزائر  والتي تقع على الشاطئ الشرقي لخليج الجزائر
- تحد برج البحري من الشمال والشمال الغربي بلدية المرسى
- تحد برج البحري من الشرق والشمال الشرقي بلدية عين طاية
- تحد برج البحري من الجنوب الشرقي بلدية الرويبة
- تحد برج البحري من الجنوب والجنوب الشرقي بلدية برج الكيفان
- يحد برج البحري من الغرب البحر الأبيض المتوسط

تحتوي على عدة مناطق مهمة منها وسط المدينة، قهوة الشرقي، حي قعلول، الجزائر الشاطئ، النسيم البحري، حي الصومام 
و تعدّ بلدية برج البحري منطقة إستراتيجية هامة كونها تطل على البحر مباشرة من الغرب، ومن الشمال والشرق لا تبعد سوى مايقل عن 2 كلم، ولا شك في أن اسمها يفسر معناها.

## التاريخ
سكنها الرومان حيث وجدت عدة آثار تعود للحقبة الرومانية بتامنفوست، كما شكلت برج البحري منطقة دفاع متقدمة لمدينة الجزائر مما يدل عليه برج تامنتفوست الذي اقامه الأتراك من على رأس تامنفوست.

## السياحية
تعدّ برج البحري مقصدا مهما للسياح خصوصا في فصل الصيف، وذلك لاحتوائها على شواطئ في غاية الجمال فهي مقابلة للعاصمة  وبينك وبينها البحر الذي يمتد على شكل دائري مما يزيد من جمال الشواطئ خصوصا في الليل.

## الرياضة
تحتوي البلدية على عدة مرافق رياضية منها ملاعب لكرة القدم وأخرى لكرة السلة واليد والملاكمة والمصارعة كما تحتوي على مركب دولي للسباق بالزوارق الشراعية.
و قد اشتهرت برج البحري بأنديتها الرياضية المميزة كمولودية برج البحري لكرة القدم وفريق كرة القدم الشاطئ والنادي الرياضي الباهية للكاراتيه ومركز للفروسية.

## أمنيا
الأمن في برج البحري لا يختلف عن باقي بلديات الجزائر حيث كل من الشرطة والدرك يقوم بمسؤولياته تجاه خدمة هذا الوطن، كما تحتوي بلدية برج البحري على مدرسة ضخمة عسكرية متعددة التقنيات وعلى ثكنة عسكرية للقوات البحرية

## التعليم والتكوين والعمل
تحتوي البلدية على مدارس وثانويات للتعليم كما تحتوي على عدة مراكز تكوينية أهمها معهد التكوين حي الهواء الجميل وأخرى عامة وخاصة مثل المدرسة الوطنية للحماية المدنية والمدرسة العسكرية المتعددة التقنيات. أما بالنسبة للعمل فتحتوي على عدة مشاريع تساهم في امتصاص البطالة وتساهم في الإنعاش الاقتصادي للبلدية كما يوجد في ضواحيها عدة مناطق فلاحية. السياحة تجلب اليد العاملة أيضا خصوصا في فصل الصيف.

## الشواطئ
تحتضن هذه البلدية العديد من الشواطئ البحرية:
- شاطئ العاصمة
- شاطئ الموجات
- شاطئ كوكو
- شاطئ السفينة

## مواضيع ذات صلة
- تاريخ ولاية الجزائر
- بلديات ولاية الجزائر
- دوائر ولاية الجزائر

## روابط خارجية
- وثيقة بي دي اف إحصائيات بلدية برج البحري 2008
- الجريدة الرسمية للجمهورية الجزائرية الصادرة بتاريخ 19 12 1984 ص 1558 تحدد حدود بلدية برج البحري بي دي أف